# Filosofie van de chemie
De filosofie van de chemie of filosofie van de scheikunde is een tak van de wetenschapsfilosofie die zich buigt over de methodologie en de onderliggende veronderstellingen van de chemie. 
Pas vanaf het einde van de 20e eeuw kwam er meer aandacht voor een wetenschapsfilosofische reflectie over chemie als reactie op de te sterke focus op de fysica binnen de wetenschapsfilosofie. Een van de centrale debatten is dan ook in welke mate men chemische fenomenen kan verklaren of reduceren tot fysische processen.
Bijdragen tot deze disciplines zijn zowel van de hand van filosofen als van chemici zelf. Een pionier en belangrijk figuur binnen de vakgebied is de Nederlandstalige filosoof Jaap van Brakel, de auteur van The Philosophy of Chemistry (2000). Een ander belangrijk figuur is de Maltese filosoof-chemicus Eric Scerri, redacteur van het tijdschrift Foundations of Chemistry. Naast dit tijdschrift bestaat er ook een ander tijdschrift dat zich vooral op de filosofie van de chemie focust, namelijk international Journal for Philosophy of Chemistry.